# G.E.S.
G.E.S. war eine 1978 in Cottbus gegründete Band, die vor allem Popmusik und Schlager spielte.

## Bandgeschichte
G.E.S. wurde 1978 gegründet. Sänger Eberhard Henn kam von der Amateurband Centrum. 1980 belegte G.E.S. den zweiten Platz beim Wettbewerb Goldener Rathausmann in Dresden. Ab 1980 wurden Stücke von G.E.S. vom Fernsehen der DDR produziert. Fortan gab die Band in zahlreichen Ländern Gastspiele. 1986 erschien die erste LP der Band, die recht erfolgreich war. Komponist und Arrangeur war Arndt Bause. 1988 erschien eine zweite LP, auf der sechs Medleys westlicher Hits und ein selbstkomponiertes Medley enthalten waren. Die Band löste sich 1992 auf. Henn leitet heute die Firma Henn Music Promotion in Berlin. Susann Burkhard heiratete Siegbert Himpel. Das Paar führt ein Musikstudio in Kolkwitz bei Cottbus (Stand 2010).

## Diskografie

### Alben
- 1986: G.E.S. (Amiga)
- 1988: Super Oldies Super Dancing (Amiga)

### Singles
- 1984: Liebe ist nicht Liebelei / Jeden Morgen neu (Amiga)
- 1985: Liebe brauchen wir / Die Band (Amiga)

### Stücke auf Kompilationen
- 1988: Ohne dich auf „Bong“-Schlag (Amiga)